# Smalbladig källört
Smalbladig källört (Montia linearis) är en källörtsväxtart som först beskrevs av David Douglas och William Jackson Hooker, och fick sitt nu gällande namn av Edward Lee Greene. Enligt Catalogue of Life ingår Smalbladig källört i släktet källörter och familjen källörtsväxter, men enligt Dyntaxa är tillhörigheten istället släktet källörter och familjen källörtsväxter. Arten har ej påträffats i Sverige. Inga underarter finns listade i Catalogue of Life.

## Bildgalleri

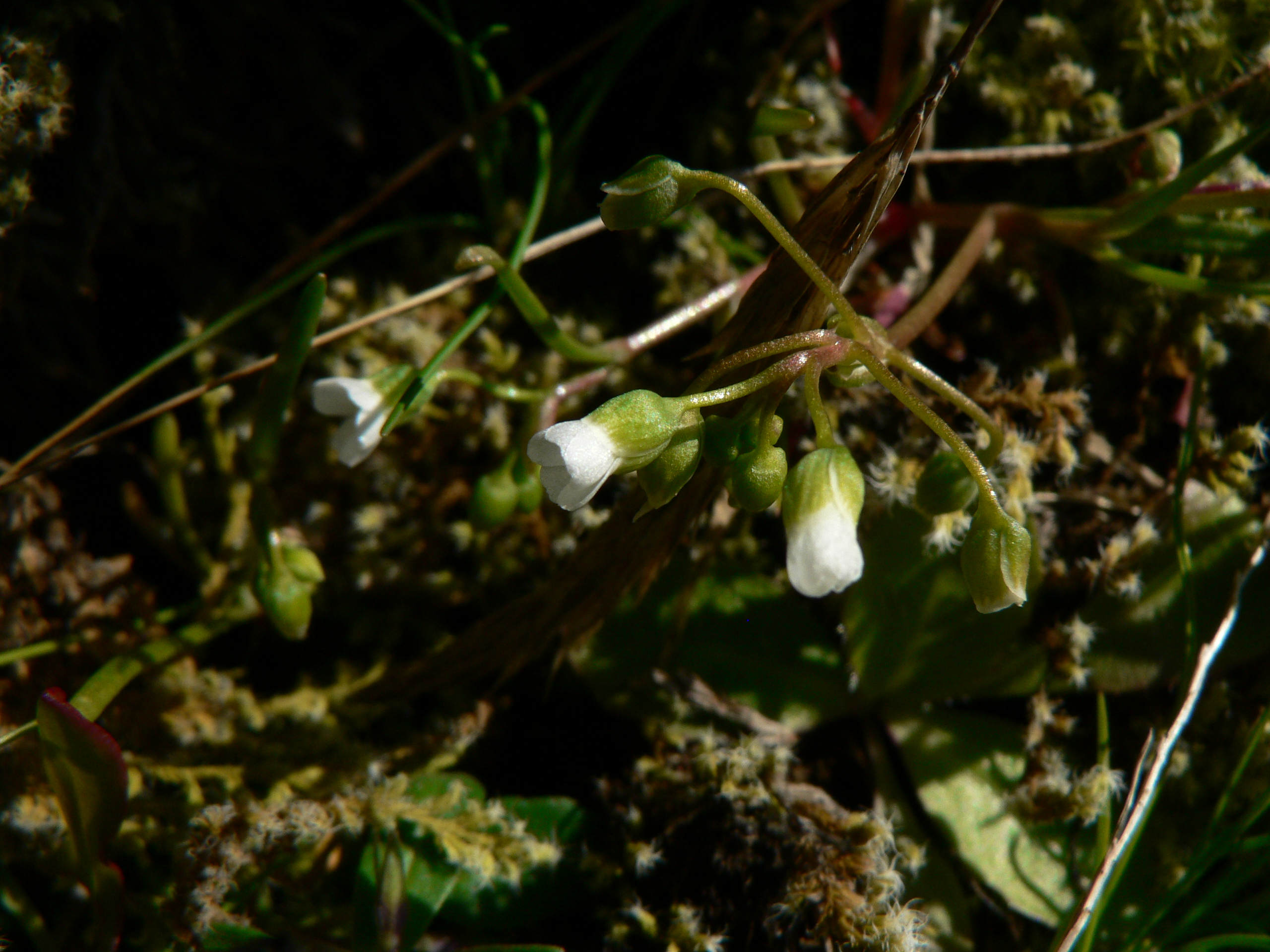
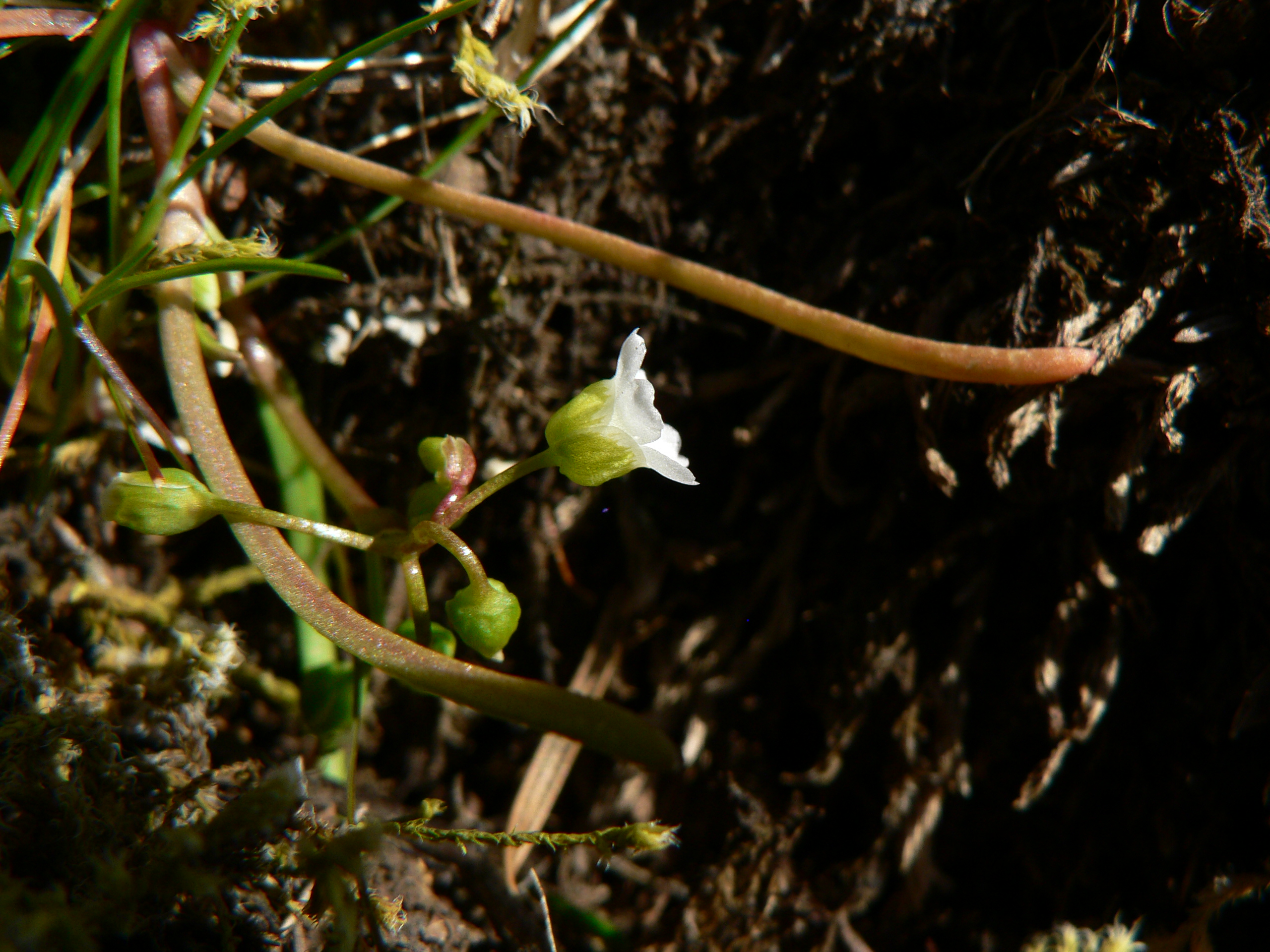